# クリミア大橋爆発
クリミア大橋爆発（クリミアおおはしばくはつ）は、2022年ロシアのウクライナ侵攻が続く同年10月8日午前6時7分（モスクワ時間）に、クリミア大橋の道路橋部分で爆発が発生し、橋の一部が崩壊、男女3人が死亡した事件である。この橋はロシア連邦領タマン半島と同国が実効支配するクリミア半島を結ぶ交通の要衝で、並走する鉄道橋部分においても、通過中の列車の燃料タンク車7両が発火して大規模な火災が発生した。
ウクライナによる攻撃だったことを同国政府が認めている。

## 背景
ソビエト連邦構成共和国時代からウクライナに帰属していたクリミア半島と、タマン半島の間にはケルチ海峡があり、ここへの架橋プロジェクトはウクライナとロシアの共同で進められていた。2014年、ロシアはクリミアの併合を宣言し、ロシア連邦を構成する共和国の一つ「クリミア共和国」として実効支配下に置いた。ロシア本土とクリミア半島を陸路で繋ぐことは戦略的に重要となり、クリミア大橋の設計と建設がロシア側によって一方的に進められ、2018年に道路橋が、2019年に鉄道橋が開通。全長18.1km（道路橋は16.9km）の鉄道道路併用橋となった。
2022年ロシアのウクライナ侵攻において、クリミアはウクライナ南部への侵攻拠点となり、ロシア連邦軍への補給路として使われたクリミア大橋は、ウクライナ軍による攻撃目標となる可能性が指摘されていた。ウクライナ高官も、クリミア大橋がミサイル攻撃の正当な目標になりうると発言していた。この発言を踏まえ、2022年4月、ロシア連邦安全保障会議副議長のドミートリー・メドヴェージェフは「ウクライナの将軍の1人がクリミア大橋を攻撃する必要性について話していたが、攻撃すればどのような報復が待っているか理解していることを望む」と述べていた。

## 爆発と直後の対応

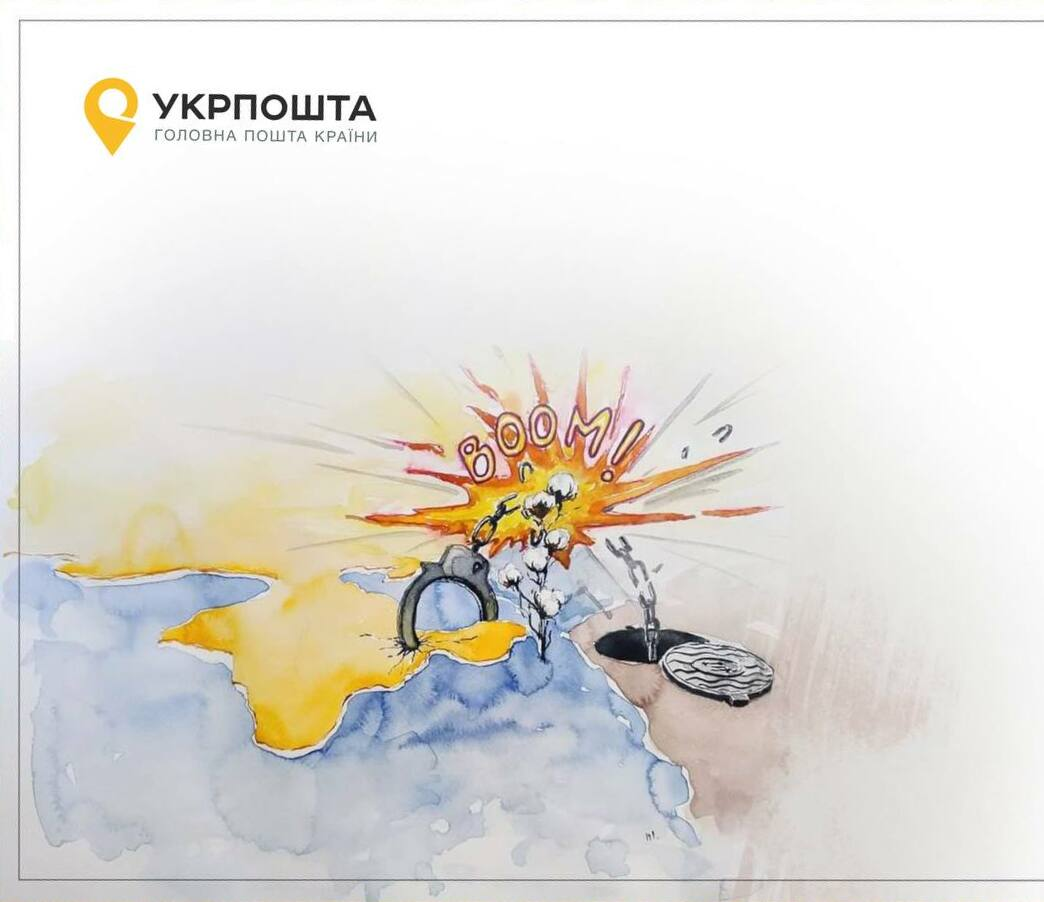
クリミア大橋爆発を描いたウクライナの切手と同時に作られた封筒のカシェ部分

ロシアの国営メディアはトラックが爆発したと報じた。
クリミアの政治家ウラジーミル・コンスタンチノフは、ウクライナに爆発の責任があると非難した。10月8日時点で、ウクライナを支援する北大西洋条約機構（NATO）もウクライナも事件に関する正式な声明を発表しておらず、ロシア連邦大統領ウラジーミル・プーチンとロシア連邦安全保障会議もまたコメントしなかった。
翌10月9日、プーチン大統領はこの爆発について「ウクライナの情報機関によるテロ行為」との認識を示したうえで「ロシアにとって死活的な民間施設の破壊を狙ったものだ」とも話した。
ウクライナの有力メディアが2022年10月8日付で情報筋の話として伝えたところによれば、「ウクライナの情報機関が行った特別作戦だ」という。
ロシア国家対テロ委員会は「橋の自動車道路でトラックが爆発し、近くを走行していた列車が運搬していた燃料タンクに引火した」との見解を明らかにし、ロシア連邦捜査委員会は「トラックの所有者を特定し、走行ルートや自宅の捜査を進める」とした。
ロシアの独立系ネットメディアの「メドゥーザ」が10月8日に伝えたところにによれば、「プーチン政権が損傷が深刻だと受け止められないように、ロシアの国営メディアに対して「破壊されたのではなく部分的に損傷した」と伝えるよう助言した」という。
独立系メディアによれば、当局が明らかにした51歳のロシア人のトラック運転手が、インターネットを用いて、貨物を受注して運送していたと見られ、これが原因だとすると「運転手は被害者で、荷主が計画に関与していた」ことになる。また、ウクライナ国防省情報総局は2022年10月10日に、この爆発について、ロシアによる「自作自演」との見解を示した。ウクライナの大統領府顧問であるポドリャクも動画サイトの配信番組で、今回の橋の爆破について「プーチン氏の言う『ウクライナ情報機関』ではなく『ロシア情報機関』の仕業」と指摘した上で、「口実をでっち上げるための『偽旗作戦』に当たる」との見解を明らかにした。
2022年10月12日、ロシア連邦保安庁は、この爆発に関連し、5人のロシア人に加え、3人のウクライナとアルメニアの市民の身柄を拘束したことを公表した。ロシア連邦保安庁は、この爆発を組織していたのは、ウクライナ国防省の情報総局とその情報総局長のキリーロ・ブダノフとの認識を示している。

## 反応

### ウクライナ
ウクライナ政府の公式Twitterアカウントは爆発に反応して「一本取られたな」とツイートした。ウクライナ大統領顧問のミハイロ・ポドリャクは爆発を「始まり」と表現し、「クリミア大橋は始まりだ。違法なものはすべて破壊されなければならない。盗まれたものはすべてウクライナに返還されなければならない。ロシアが占拠するものはすべて取り除かれなければならない」と述べた。また、ウクライナ国防省はクリミア大橋の破壊をロシア海軍巡洋艦「モスクワ」の撃沈と比較して、「ウクライナ領クリミア半島におけるロシアの権力を象徴する、悪名高い2つのシンボルだった巡洋艦モスクワとケルチの橋が崩壊した。次は何だ、ロシア野郎？」と述べた。
ウクライナ国家安全保障・国防会議議長のオレクシー・ダニーロフは爆発がロシアのプーチン大統領の誕生日翌日であったことを踏まえ、マリリン・モンローが『ハッピーバースデー・ミスタープレジデント』を歌っている映像と橋の映像を併せてSNSに投稿した。
ウクライナのウォロディミル・ゼレンスキー大統領は毎晩行っている演説の中で、「今日はウクライナ領のほとんどで快晴だった。残念ながらクリミアは曇っていたが、未来は快晴だ。全領土、特にクリミアに占領者のいない未来だ」と述べた。
このようにウクライナ側は当初から大橋を攻撃したことをほのめかしていたが、2023年5月、ウクライナ保安庁（SBU）長官のヴァシーリー・マリュークは国内のジャーナリストによる取材に対して「敵から遮断しなければならない物流ルート」であったため、「適切な措置が取られた」と述べ、攻撃したことを公式に認めた。ウクライナのハンナ・マリャル国防次官は同年7月8日のテレグラムへの投稿で、「ロシアの補給を混乱させるためクリミアの橋に対して最初の攻撃を行った」と、ウクライナの攻撃であったことをより明確に認めた。

### ロシア

報復としてウクライナにミサイル攻撃をしたロシア

ロシアのクリミア占領当局はウクライナ側を非難した。ロシア外務省報道官のマリア・ザハロワは「キエフ政権」の「テロリズム」を非難し、ロシア下院議員のアンドレイ・グルリョフは最高司令官に「強く対応する」よう求めた。また、クリミア首長のセルゲイ・アクショーノフはクリミアには十分な食糧と燃料の備蓄があることを示し、「状況は管理可能だ。不愉快ではあるが、致命的ではない」と述べ、報復の意志を表明した。

### 国際社会
エストニア外務大臣のウルマス・レインサルは爆発を歓迎し、クリミア大橋がミサイル攻撃の正当な目標になりうるとウクライナ高官が発言していたことを踏まえ、爆発がウクライナ特殊部隊によるものであると主張した。
ポーランド選出の欧州議会議員ロベルト・ビードロンは「特に昨日はプーチンの誕生日だったので、心に潤いを与えてくれました。プーチンがこのような贈り物をもっと多く受け取るといいのですがね。ウクライナの人々は（占領されたクリミア半島の）ロシアの違法なインフラを破壊しているところですから」と述べた。また、スロバキア国防大臣のヤロスラフ・ナイは「プーチンのバースデーケーキの蝋燭が多すぎたから爆発が起きた」と皮肉った。

## 余波
ウクライナ郵政責任者のイホル・スミリアンスキーは損壊した橋を題材とする記念切手を発行すると表明した。その後、2022年10月8日にその記念切手の大型パネルが披露された。
また、ウクライナで2番目に大きい銀行のモノバンクは橋を題材とする新しいデビットカードを発表した。

### ロシア軍への影響
ロシア軍は橋の爆発により兵站が妨げられており、イギリス国防省は橋を利用する輸送の能力に深刻な被害が出ている可能性があるとの見解を示している。橋の修理は10月8日夜に始まり、自動車と鉄道の交通が再開されたものの、片側路線が完全に破壊されているため、トラックはフェリーで移動している。ロシアが鉄道で軍需品を輸送していることは、トラック輸送が大きな懸念事項ではないことを示している。またロシアはクリミアから北上させた軍と、ウクライナ東部攻勢で西進させた軍によりアゾフ海北岸全域を占領して陸上回廊を確保している。また、橋は2018年に完成したばかりで、さほど長く依存してはいない。ロシア軍艦モスクワの沈没と比較したりプーチンの橋への個人的なつながりを考慮する人々は、最大の打撃は心理的なものかもしれないとの認識を示している。10月10日には、複数のアナリストは列車が速度と貨物を減らして橋を通過する可能性があると発言した。

### ロシア大統領府への影響
橋の爆発には象徴的なものこそあれ、ロシア大統領府はさほど重要視していない。2018年の橋の開通はプーチンによるプロパガンダの最大の成果の一つと見なされ、2022年のウクライナ侵攻開始後には最も保護されている建築物の一つとなっていた。爆発の1週間前には、ロシアがウクライナ東南部4州を併合するための法令に署名され、その後、併合された地域の建築物が攻撃された場合には、ウクライナへの核攻撃を行う可能性があると脅し続けている。
プーチンは、ウクライナが橋へ攻撃した疑いがあるため、その報復としてウクライナ全土への爆撃を行ったと発言した。